# Pont de la Concorde (Montpellier)
Pour les articles homonymes, voir Pont de la Concorde (homonymie).
Le pont de la concorde, inauguré en 2006, relie les communes de Montpellier et Castelnau-le-Lez et permet la traversée du Lez. 
Construit à l'occasion de la construction de la deuxième ligne de tramway de Montpellier, il remplace l'ancien pont de 1972, qui était plus bas et conçu pour être submersible (sans barrière de protection) lors des crues du Lez,.